# Мін Бахадур Шерхан
Мін Бахадур Шерхан (20 червня 1931 — 6 травня 2017) — непальський альпініст. Колишній британський солдат гуркха. У 2008 році 76-річний Шерхан піднявся на вершину гори Еверест, встановивши рекорд Гіннеса. Через п'ять років його рекорд побив 80-річний японський альпініст Юїчиро Міура. У 2017 році Шерхан намагався відновити рекорд, але помер у базовому таборі Евересту 6 травня 2017 року.